# Anar
Anar (azer. Anar Rzayev Rəsul oğlu, ur. 1938) – azerski pisarz, reżyser i scenarzysta, tworzący także po rosyjsku.

## Życiorys
Ukończył filologię na uniwersytecie państwowym w Baku, później także kursy dla scenarzystów oraz kursy reżyserskie w Moskwie. Zadebiutował w 1960 roku publikując wiersze na łamach pisma Azerbejdżan. Wydał kilka zbiorów opowiadań, a także powieści. W twórczości porusza kwestie społeczno-moralne współczesnego człowieka, nie stroniąc od konwencji fantastycznej, czego wyrazem jest np. niewielka powieść pt. Kontakt (1978).
Anar opracował literacko narodowy epos Azerów noszący nazwę Księga mego dziadka Korkuta publikując jego skróconą, prozatorską wersję.
Po polsku ukazały się wydania następujących dzieł autora: 
- Biała Przystań (tytuł oryginału Krug), powieść w przekładzie Andrzeja Szymańskiego, nakładem - Instytut Wydawniczy PAX, Warszawa 1978,
- Kontakt, powieść w przekładzie Wiesławy Karaczewskiej, nakładem - Państwowy Instytut Wydawniczy, Warszawa 1981,
- Oko proroka, Czerwona limuzyna, powieść w przekładzie Ilaha Karimova, Sonia Gasymowa, nakładem - Oficyna Wydawnicza Atut, Wrocław 2015,
- Opowiadania, w przekładzie Henryki Broniatowskiej, Estery Hessen, Jerzego Jędrzejewicza, Wiesławy Karaczewskiej, nakładem - Oficyna Olszynka Józef Rudalski, Warszawa 2016.